# Grammotaulius nitidus
Grammotaulius nitidus là một loài Trichoptera trong họ Limnephilidae. Chúng phân bố ở miền Cổ bắc.